# Svend Brinkmann
Svend Brinkmann (født 23. december 1975) har været professor i almenpsykologi og kvalitative metoder på Det Humanistiske Fakultet på Aalborg Universitet siden 2009. Han er uddannet PhD i psykologi fra Aarhus Universitet Han er opvokset i Herning.
Brinkmann har skrevet og redigeret en lang række bøger og mere end 200 akademiske artikler. I almenheden blev han i 2014 kendt for bogen Stå fast, hvori han gør op med, hvad han beskriver som tidens (selv)udviklingstyranni. Bogen er oversat til cirka 20 sprog og er bl.a. opført som skuespil på Det Kongelige Teater. I bogen Tænk fra 2022 udfolder Brinkmann sine idéer om en tankefuldhed, der fungerer som modvægt til det moderne livs sociale acceleration og mangel på fordybelse. Brinkmann har også medvirket i radioprogrammet Netværket på P1 fra 2009-2016 og var i 2014 vært på DR K programmet Lev Stærkt. Fra 2019 er han vært på radioprogrammet Brinkmanns Briks på P1.
Brinkmann har gennem mange år forsket i diagnosekulturen, hvilket henviser til den stigende udbredelse og brug af forskellige psykiatriske diagnoser, ligesom han har forsket i sorgens kultur i lyset af nye diagnoser for komplicerede sorgreaktioner.
I 2021 udgav Brinkmann bogen Mit år med Gud, hvor han ser på tro og arven fra kristendommen. Bogen undersøger således tilværelsens religiøse dimension for at finde ud af, hvad den har at byde på i den moderne verden. Bogen er skrevet som en slags dagbog og handler om tro for tvivlere, og Brinkmann mener, tro er vigtigt. Brinkmann forsvarer i Mit år med Gud det kristne budskab og tilslutter sig en såkaldt svag teologi.
Brinkmann er født i Herning som søn af en bankdirektør og en korrespondent og har gået på Herning Gymnasium. Efter at have påbegyndt filosofistudiet skiftede han i stedet til psykologi, som han blev PhD i, og fra en meget tidlig alder gjorde stor karriere inden for med professorat og en stor akademisk produktion, som han fik ridderkorset for.

## Formidlingspriser
Brinkmann har gennem sin karriere modtaget flere formidlingspriser. Blandt andet modtog han i 2015 DR's formidlingspris Rosenkjærprisen og Gyldendals formidlingspris sammen med Lene Tanggaard. Han har også modtaget Karin Michaëlis-prisen og Søren Gyldendalprisen for faglitteratur.

## Kritik
Brinkmanns analyser er blevet mødt af flere former for kritik. Blandt andet af rektor Stefan Hermann og filosofiprofessor Mogens Pahuus, der henholdsvis mener, at analyserne er populistiske og mangler egentlig forståelse for selvet og værdien af selvrealisering. Professor Bjørn Thomassen påpeger, at Brinkmann har misforstået den klassiske filosofi, der bygger på selvindsigt og ikke afviser den. Ifølge Peter Nielsen fra Dagbladet Information er bogen Gå glip i virkeligheden det modsatte af kritisk. Ifølge både Pernille Rübner-Petersen, Matthias Dressler-Bredsdorff, Knud Aarup og Finn Janning er Brinkmanns bøger desuden præget af den samme nyttetænkning, instrumentalisering og selvhjælpstænkning, som de foregiver at kritisere. Nogle psykologer og læger har desuden kritiseret Brinkmanns leveregel om ikke at mærke efter.

## Bøger
Svend Brinkmann har skrevet mange bøger som både eneforfatter og medforfatter. Nogle af disse er listen nedenfor:
- John Dewey (2007) ISBN 9788741202396
- Identitet (2008) ISBN 9788779556003
- Psykens historier i Danmark (red. sammen med Peter Triantafillou, 2008) ISBN 9788759313992
- Psyken (2009) ISBN 9788779343870
- Det diagnosticerede liv (red., 2010) ISBN 9788771299021
- Nye perspektiver på stress (red. sammen med Malene Friis Andersen, 2013) ISBN 9788771291674
- Kvalitativ udforskning af hverdagslivet (2013) ISBN 9788741256634
- Det kvalitative interview (2014) ISBN 9788741258645
- Stå fast (2014) ISBN 9788702161755
- Kvalitative metoder (red. sammen med Lene Tanggaard, 2015) ISBN 9788741259048
- Interview (sammen med Steinar Kvale, 2015, 3. udgave) ISBN 9788741263779
- Diagnoser. Perspektiver, kritik og diskussion (red. sammen med Anders Petersen, 2015) ISBN 9788771296495
- Positiv og negativ psykologi (sammen med Hans Henrik Knoop, 2016) ISBN 9788702193855
- Selvrealisering (red. sammen med Cecilie Eriksen, 2016) ISBN 9788771299038
- Ståsteder (2016) ISBN 9788702192223
- Gå glip (2017) ISBN 9788702245349
- Det sørgende dyr (2018) ISBN 9788772042015
- Hvad er et menneske? (2019)
- Vi er det liv vi lever (2021)
- Mit år med Gud (2021). København: Gyldendal, ISBN 9788702316360
- Tænk (2022). København: Gyldendal, ISBN 9788702378382

## Ekstern henvisning
- Hjemmeside hos AAU